# 5'-فوسفاتاز عديد النوكليوتيد
5'-فوسفاتاز عديد النوكليوتيد (بالإنجليزية: Polynucleotide 5'-phosphatase)‏ هو إنزيم يُحفز التفاعل الكيميائي:
```
 5'-فوسفونوكليوتيد + H2O ⇌ عديد نوكليوتيد + فوسفات
```

ركيزتا الإنزيم هما 5'-فوسفونوكليوتيد والماء وينتج عنه عديد نوكليوتيد وفوسفات.
ينتمي الإنزيم لعائلة الهيدرولازات، وبشكل خاص الهيدرولازات العاملة على روابط الأستر الأحادية الفوسفورية. الاسم النظامي لصنف هذا الإنزيم هو 5'-فوسفاتاز عديد النوكليوتيد ويُطلق عليه كذلك 5'-عديد النوكليوتيداز.